# 長吏 (賎民)
長吏（ちょうり）とは、日本における賎民の呼称の一つ。中世には穢多（かわた）・非人の頭目を指したが、江戸時代には穢多または非人・非人頭を指してその範囲は地域によって差異があった。
特定の門跡寺院の長官を意味する「長吏」が中世以降非人集団を統率する者の呼称となった経緯としては、非人集団が寺院に隷属していく中でその組織や職名を真似たことが一つの背景として考えられている。

## 中世の長吏
中世の非人身分の様子を窺い知ることができる奈良坂・清水坂両宿非人争論（鎌倉時代中期）からは興福寺・清水寺支配下の末宿ごとに一人の長吏が統率しており、支配下の宿の有力長吏は両坂の本宿に詰めていた。本宿では長吏 → 長吏の下座 → 長吏法師（小法師）→ 若小法師という階層があり、一﨟・二﨟という﨟次があり惣後見という制度があった。このことから非人宿の構成も同業者の組織である座として構成されていたとみられる。

## 近世の長吏
『日葡辞書』においては「死んだ獣の皮を剥いだり、牛の皮を剥いだりする人、あるいは癩病人にたいして監督権をもっている頭」とある。また穢多（Yetta）の項に「長吏に同じ。いろいろな仕事の中でも死んだ牛や馬の皮を剥ぎ、その皮でさまざまの者を作るのを職とする身分の卑しい人々」とある。長吏も穢多も同じ内容を指しているが穢多の場合皮革業が強調されていて職能的である。江戸時代の長吏の内容は地域ごとに異なる。

### 各地の長吏
穢多・かわたを意味した地域
- 江戸の弾左衛門支配下の関東8か国（相模・武蔵・上野・下野・上総・下総・安房・常陸）および伊豆
- 出羽の酒井氏庄内藩の城下鶴岡と港町酒田
町離、丁離とも言われ、鶴岡では牢屋番・犯人の護送・断罪の後始末を行い、酒田では罪人と葬具の取り扱いに従事。また双方で目明し（岡っ引き）もした。長吏と非人の間に支配関係はなかった。
- 信濃
町離ともいい、天正16年（1588年）に松本城下の出入口にそれまで在方で皮革および皮革製品の生産に従事していたかわたが集住させられて清掃、警察の下働き、刑場での刑吏の仕事を命じられて成立した。上田城下でも慶安2年（1649年）に同様の目的で集住が促された。その他、海津（松代・小諸・上田・高島（諏訪）・飯山等の諸城下にも同様に配置された。また陣屋・代官所・知行所のある町村にも牢守として配され、各宿場出入り口には「長吏屋敷」が置かれた。また領地境・国境の要地の宿駅にも長吏が置かれて、いずれも清掃・警察の下働き・刑吏の仕事を命じられた。このように政策としての長吏屋敷の配置だったため、成立期には1戸から数戸の小規模集落が圧倒的だった。城下に頭と年寄がおり、各地に組頭、その下に各地の長吏が組織されるという階級制度が採用されていた。多くの場合、長吏は非人を支配しなかった。
- 備中倉敷（公儀御料）
- 長門・周防
かわたのことを長吏と呼んでいた。その頭は山口にいて、防長二国の長吏を支配した。非人は長吏の支配を受けていた。

非人・非人頭を意味した地域
以下の地域では大都市に非人の大居住地がありその頭たる長吏が仲間の非人と村々の非人番を支配した。大坂・堺・奈良とも長吏および配下の非人は町奉行所与力・同心の下で警察・刑吏の下働きに使役された。穢多（かわた）とは全く別の身分だった。
- 大坂四ヶ所支配下の摂津・河内・播磨（一部）
大坂四箇所は「垣外」とも言われ天王寺・鳶田・道頓堀・天満の4か所の居住地よりなりそれらの間に上下関係はなかった。このうち道頓堀垣外には多数のキリスト教信者が住んでいたがそのほとんどが寛永8年（1631年）の弾圧で転び棄教者となったが、2-3人が改宗を拒んでマカオへ追放されており、追放された非人が癩病患者だったことから、大坂などの長吏は先述の『日葡辞書』の説明の後半に該当することが判る。各垣外には長吏 → 二老 → 組頭・小頭 → 若キ者 → 弟子という階層があって長吏は世襲制だった。
- 堺四箇所支配下の和泉
- 奈良芝辻支配下の大和
5人の長吏がいた。
- 伊賀など